# ماساتو هاتاناكا
ماساتو هاتاناكا (باليابانية: 畑中正人؛ بالكانا: はたなか まさと) هو منتج أسطوانات وملحن ياباني، ولد في 24 يناير 1975.

## وصلات خارجية
- ماساتو هاتاناكا على موقع ميوزك برينز (الإنجليزية)
- ماساتو هاتاناكا على موقع ديسكوغز (الإنجليزية)